# Revista Econòmica de Catalunya
La Revista Econòmica de Catalunya és la revista del Col·legi d'Economistes de Catalunya, creada el 1986 i publicada íntegrament en català. Entre els redactors i els destinataris figuren els professionals més destacats del sector.
El 1999 va rebre la Creu de Sant Jordi per contribuir a l'ús i a la promoció del català en l'àmbit financer i empresarial i per la publicació d'articles teòrics i pràctics sobre l'economia catalana. Des de 2019, el seu actual director és Guillem López-Casasnovas.